# Liste der Naturdenkmale in Ottrau
Die Liste der Naturdenkmale in Ottrau nennt die im Gebiet der Gemeinde Ottrau im Schwalm-Eder-Kreis in Hessen gelegenen Naturdenkmale.
| Bild | Bezeichnung                  | Ortsteil, Lage                             | Beschreibung                                     | Art   | Nr.     |
| ---- | ---------------------------- | ------------------------------------------ | ------------------------------------------------ | ----- | ------- |
| BW   | 2 Eichen mit Bonifatiuseiche | Ottrau 50° 48′ 53,6″ N, 9° 24′ 16,1″ O     | Das Bonifatiusrod, westlich des Bahnhofes Ottrau | Eiche | 634.825 |
| BW   | 2 Linden                     | Schorbach 50° 50′ 20,3″ N, 9° 24′ 37,8″ O  | auf dem Tanzplatz auf dem Reiffenberg            | Linde | 634.827 |
| BW   | Basaltklotz „Katzenstein“    | Schorbach 50° 49′ 53,4″ N, 9° 25′ 54,2″ O  | Kirschenwald                                     |       | 634.828 |
| BW   | 2 Buchen                     | Weißenborn 50° 49′ 11,8″ N, 9° 25′ 27,2″ O |                                                  | Buche | 634.829 |

## Belege
1. ↑  Anlage: Tabelle 3 - Naturdenkmale im Schwalm-Eder-Kreis. (PDF; 7,45 MB) der 2. Verordnung zur Änderung der Verordnung zum Schutze der Naturdenkmale im Schwalm-Eder-Kreis vom 28. 04. 1986, zuletzt geändert durch Verordnung vom 8. Mai 2007. Der Kreisausschuss des Schwalm-Eder-Kreises, 17. Dezember 2008, S. 30, abgerufen am 7. Februar 2017.

- Karte mit allen Koordinaten:
- OSM |
- WikiMap